# Добронравін Петро Павлович
Петро Павлович Добронравін (1908, Ростов, Ярославська губернія — 2000) — радянський астрофізик.

## Біографія
Народився 1908 року в Ростові в сім'ї священника, який працював учителем латинської мови Ростовського Дмитрівського духовного училища.. Закінчив радянську трудову школу ІІ ступеня № 24 м. Ростов (нині гімназії імені А. Л. Кекіна), там же і захопився астрономією, що працювала в шкільній астрономічній обсерваторії завідувачем метеорологічною станцією впродовж 1922—1925 рр.
Протягом 1926—1930 рр. навчався на фізико-математичному факультеті Ленінградського державного університету. Протягом 1930—1933 рр. навчався в аспірантурі Астрономічного інституту. Протягом 1934—1935 рр. працював на посаді старшого наукового співробітника Астрономічного інституту Ленінградського університету. У 1933—1934 рр. брав участь у створенні Абастуманської обсерваторії, деякий час працював на посаді заступника директора. Протягом 1935—1937 рр. був науковим співробітником Державного оптичного інституту. У 1934—1941 та у 1945 роках. Працював у Пулківській обсерваторії. У 1938 р. вченому присвоєно ступінь кандидата наук без захисту дисертації.
У 1941—1944 роках був на фронті, командував батареєю. У 1944 р. лейтенант був нагороджений медаллю «За оборону Ленінграда», а в 1985 р. був нагороджений Орденом Вітчизняної війни І ступеня. У 1945—1946 продовжив службу у лавах Робітничо-селянської Червоної армії..
У повоєнні роки брав участь у створенні Кримської астрофізичної обсерваторії. Протягом 1946—2000 рр. працював у ній. З 1952 р. обійняв посаду заступника директора обсерваторії. Ббув заступником голови Комітету зі спорудження 2,6-метрового рефлектора в Кримській астрофізичній обсерваторії. Протягом 1954—1990 рр. був членом редколегії журналу «Вісті Кримської астрофізичної обсерваторії».
У 1953 р. був нагороджений Орденом «Знак пошани», а в 1961 р. орденом «Трудового червоного прапора».
У 1971 р. разом з В. Б. Ніконовим та В. К. Прокоф'євимстав лауреатом Державної премії СРСР за роботи в галузі точного машинобудування, зокрема за успішне застосування для визначення координат далеких космічних об'єктів «Луна-13», «Космос-159», «Молнія-1», «Зонд-4», «Луна-14», «Зонд-6» оперативного методу А. Б. Північного для прямого відліку координат спостережуваного штучного супутника Землі.
Помер в 10 березня 2000 р. в селищі Наукове.

## Досягнення
Сферами його наукової роботи були астрономія, астрофізика та метеорологія. Відомий як астроізік-спектроскопіст. Він є автором понад 100 наукових та науково-популярних публікацій.
У 1930-х роках виконані спільно з академіком Г. Шайном дослідження інтегрального спектру Чумацького шляху, в якому вперше надійно встановлена схожість цього спектру із спектрами інших зіркових систем (галактик). У повоєнні роки всякі спектральні дослідження зірок пізніх спектральних класів та визначення координат космічних апаратів, за що і отримав Державну премію СРСР за 1971 рік.

## Основні публікації
1. Крымская астрофизическая обсерватория Академии наук СССР/ П. П. Добронравин, Н. В. Стешенко.-Симферополь, 1965.-79 с.
2. Крымская астрофизическая обсерватория/ П. П. Добронравин.-Изд-во Академії наук СРСР, 1958 — 50с.
3. Кримская астрофизическая обсерватория Академии наук СССР/ П. п. Добронравин. — М. : Изд-во Акад. наук СССР, 1955. — 88 с
4. Про картотеку статей, опублікованих у 1975—1997 роках по ультрафіолетовим спектрам небесних тел/П. п. Добронравин //Известия Крымской астрофизической обсерватории.- том 95, 1999.-C. 200

## Нагороди
- Медаль «За оборону Ленінграда» (15.8.1944)
- Орден «Знак пошани» (1953)
- Орденом «Трудового червоного прапора» (1961)
- Державна премія СРСР (1971)
- Орден Вітчизняної війни І ступеня (6.4.1985)[1]

## Пам'ять
Іменем Добронравіна названа мала планета (3119) Dobronravin, відкрита Тамарою Смирновою 30 грудня 1972 року в Кримській астрофізичній обсерваторії.